# Tadjemout
Tadjemout est une commune de la wilaya de Laghouat en Algérie.